# Брюс Бокслейтнер
Брюс Бокслейтнер (нар. 1950) — американський актор, найбільш відомий по серіалу «Вавилон-5».

## Життєпис
Народився 12 травня 1950 року в місті Елджін (штат Іллінойс) у родині аудитора. Відвідував вищу школу в Маунт Проспект і Театральну школу драми імені Гудмана при Чиказькому університеті мистецтв.
Популярність як акторові принесли головні ролі в телесеріалах «Як був завойований Захід», «Повернути живцем», «Опудало і місіс Кінг» та «Вавилон-5» (в ролі капітана Джона Шерідана, 2-5 сезони, 1994—1998). Також знімався в телесеріалі «Гравець» (у ролі Біллі Монтана, спільно з Кенні Роджерс: 1980, 1983, 1987 роки). 2005 року в ролі капітана Мартіна Дюваль брав участь в серіалі «Молоді Клинки». Також знімався в повнометражних фільмах по всесвіту «Вавилон-5»: «Вавилон-5: На початку» (1998), «Вавилон-5: Третій простір» (1998), «Вавилон-5: Заклик до зброї» (1999) і «Вавилон-5: Загублені оповіді» (2007).
Виступав у багатьох телевізійних шоу — як Шоу Мері Тайлер Мур, «Димок із стовбура», «Коли ми зустрінемося знову», «Байки зі склепу», «Дотик ангела», «За межею можливого» і «шпигунки», в 1982 році зіграв Маршала Чейза в американській мильній опері Bare Essence.
У 1986—1989 роках з'являвся в рекламі для Estée Lauder Companies «Лаудер для чоловіків».
Знімався в декількох фільмах, включаючи «Трон» (зіграв головну роль) і «Балтиморська куля». Він повторив свою роль в сиквелі фільму «Трон» — «Трон: Спадщина» та у відеогрі «Трон: Еволюція». Також озвучував гру «Tron 2.0». Озвучував полковника Джона Конрада — командира 33-го батальйону з гри «Spec Ops: The Line». 2003 року в фільмі «Боги і Генерали» він знявся в ролі генерала конфедерації Джеймса Лонгстрита. Голос Коліна Барроу в фантастичному мультфільмі жахів «Dead Space: Downfall», створеному на основі гри «Dead Space», також належить Брюсу Бокслейтнеру.
Є автором два науково-фантастичних романів в сетингу вестернів: «Прикордонна земля» (1999) і «Шукач» (2001).
Бокслейтнер грає важливу роль в аудіодрамі «Великий секрет», частини «Золотого століття фантастики», серії Л. Рона Габбарда, а також грав капітана Гевіна Блера в повній версії World War Z.
В 1977—1987 роках був одружений з актрисою Кетрін Холкомб (Kathryn Holcomb); у шлюбі у них народилося двоє синів: Сем (1980 р.н.) і Лі (1985 р.н.).
У 1995 році одружився з Меліссою Гілберт, яка згодом зіграла в серіалі «Вавилон-5» дружину Джона Шерідана Анну. У тому ж році у них народився син Майкл. 2011 року вони розлучилися.
2003 року призначений до ради керуючих Національного космічного суспільства (National Space Society) — некомерційної організації, заснованої доктором Вернером фон Брауном.
Протягом майже 30 років підтримував дружні стосунки із Беверлі Гарланд; вони зустрілися на зйомках епізоду серіалу «Як був завойований Захід», пізніше разом знялися в «Опудало і місіс Кінг». Після закриття «Опудала» продовжували дуже близько спілкуватися — аж до її смерті 5 грудня 2008 року.
2016 року побрався з журналісткою Вереною Кінг (Verena King-Boxleitner).

## Фільмографія
- 1973 — Шоу Мері Тайлер Мур
- 1974 — The Chadwick Family
- 1974—1976 — Гаваї 5-O
- 1975 — Sixpack Annie
- 1975 — A Cry for Help
- 1975 — Жінка-поліцейський (телесеріал)
- 1975 — Баретта
- 1976 — The Macahans
- 1976 — Kiss Me, Kill Me
- 1976—1979 — How the West Was Won
- 1977 — Murder at the World Series
- 1978 — Happily Ever After
- 1979 — The Last Convertible
- 1980 — Балтиморська куля  (The Baltimore Bullet)
- 1980 — Kenny Rogers as The Gambler
- 1980 — Wild Times
- 1981 — Fly Away Home
- 1981 — East of Eden
- 1982 — Трон (Tron)
- 1982 — Оголений аромат (Bare Essence)
- 1982—1983 — Bring 'Em Back Alive
- 1983—1987 — Опудало і місіс Кінг (телесеріал Scarecrow and Mrs. King)
- 1983 — Kenny Rogers as the Gambler: The Adventure Continues
- 1983 — I Married Wyatt Earp
- 1986 — Down the Long Hills
- 1987 — Angel in Green
- 1987 — Квітка пристрасті (телесеріал Passion Flower)
- 1987 — Kenny Rogers as the Gambler, Part III: The Legend Continues
- 1988 — Червона ріка (Red River)
- 1989 — Байки зі склепу (Tales from the Crypt)
- 1989 — Коли ми зустрінемося знову (Till we meet again)
- 1989 — Road Raiders
- 1989 — Judith Krantz's Till We Meet Again
- 1990 — Breakaway
- 1991 — Смертельні бачення (Murderous Vision)
- 1991 — Дипломатична недоторканність (Diplomatic Immunity)
- 1992 — Каффс (Kuffs)
- 1992 — Ідеальна сім'я (Perfect Family)
- 1992 — The Babe
- 1992 — The Secret
- 1992 — Повторно не судять (Double Jeopardy)
- 1993 — Втеча від правосуддя (Flight from Justice)
- 1994 — Вавилон-5 (Babylon 5)
- 1994 — Вайетт Ерп: Повернення в Тумстоун (Wyatt Earp: Return to Tombstone)
- 1994 — мінісеріал Дочка махараджі (Maharaja's Daughter)
- 1994 — Димок зі ствола Gunsmoke: One Man's Justice
- 1994 — Gambler V: Playing for Keeps
- 1995 — За межею можливого (The Outer Limits)
- 1995 — Зоя (Zoya)
- 1998 — Вавилон-5: На початку (In the Beginning)
- 1998 — Вавилон-5: Третій простір (Babylon 5: Thirdspace)
- 1998 — Дотик ангела (Tales from the Crypt)
- 1999 — Вавилон 5: заклик до зброї (Babylon 5: A Call to Arms)
- 1999 — Вільне падіння (1999)
- 2000 — Ідеальна няня (The Perfect Nanny)
- 2001 — Розслідування Джордан (Crossing Jordan)
- 2002 — Мішень номер один (Contagion)
- 2002 — Perilous
- 2003 — Боги і генерали (Gods and Generals)
- 2003 — Шпигунки (телесеріал) (She Spies)
- 2004 — Brilliant
- 2002 — Ранчо надії (Hope Ranch)
- 2003 — Killer Flood: The Day the Dam Broke
- 2004 — Прокляття мертвого озера (Snakehead Terror)
- 2004 — Рятуючи Емілі (Saving Emily)
- 2005 — Юні мушкетери (Young Blades)
- 2005 — Пані Президент (Commander in Chief)
- 2005 — Король загубленого світу (King of the lost world)
- 2006 — Герої (телесеріал) (Heroes)
- 2006 — Mystery Woman: Wild West Mystery
- 2006 — Falling in Love with the Girl Next Door
- 2006 — Американський тато!
- 2007 — Пандемія (Pandemic)
- 2007 — Вавилон-5: загублені оповіді (Babylon 5: The Lost Tales)
- 2007 — Чак (Chuck)
- 2007 — Пожирач кісток (Bone Eater)
- 2007 — Bone Eater
- 2007 — Sharpshooter
- 2007—2009 — Герої (телесеріал)
- 2008 — Мертвий космос: загибель
- 2009 — Трансформери 2: Захід людства (Transmorphers: Fall of Man)
- 2010 — Тіні в раю (Shadows in Paradise)
- 2010 — Трон: Спадок (Tron: Legacy)
- 2010—2017 — NCIS: Полювання на вбивць (NCIS)
- 2011 — 51
- 2011 — Love's Everlasting Courage
- 2011 — CHAOS
- 2012 — Побожні стерви (Good Christian Belles)
- 2012 — Трон: Повстання (Tron: Uprising)
- 2013 — Кедрова бухта (Cedar Cove)
- 2013 — Кедрова бухта: Різдво
- 2013 — Silver Bells
- 2015 — So You Said Yes
- 2016 — Wedding Bells
- 2016 — Double Mommy
- 2018 — Fly
- 2018 — Супердівчина (телесеріал)
- 2019 — Коли кличе серце